# Tendaguria tanzaniensis
Tendaguria tanzaniensis era un dinosauro erbivoro vissuto nel Giurassico superiore in Tanzania, nell'Africa orientale.

## Fauna africana
Questo animale era un grande sauropode, dotato di un collo lungo e probabilmente di una testa arrotondata. Le zampe erano robuste e di forma massiccia, mentre il corpo era voluminoso e l'animale intero poteva raggiungere i venti metri di lunghezza. Questo dinosauro viveva accanto a dinosauri molto conosciuti come Brachiosaurus (ora Giraffatitan) brancai, lo stegosauride Kentrosaurus e l'ornitopode Dryosaurus. I suoi probabili predatori comprendevano forme vicine ad Allosaurus.

## Un sauropode molto particolare
I resti di questo sauropode sono stati rinvenuti nei pressi della famosa località di Tendaguru (da cui prende il nome); l'olotipo, descritto da Bonaparte, Heinrich e Wild nel 2000, consta di due vertebre dorsali anteriori rinvenute a Nambango, a 15 chilometri da Tendaguru, in strati del Kimmeridgiano (circa 150 milioni di anni fa). Le vertebre di questo animale erano opistocele (ovvero cave posteriormente) e differiscono da quelle di altri sauropodi per il fatto che sono molto basse, con spine neurali quasi assenti. Queste spine non sono distinte dal corpo vertebrale e non si originano dall'area che circonda l'arco neurale.
Per queste ragioni Tendaguria è ritenuto essere un sauropode altamente specializzato, con una muscolatura di tipo molto particolare: i muscoli probabilmente si ancoravano alla superficie dorsale dei processi trasversali delle vertebre; le sue relazioni con gli altri sauropodi non sono affatto chiare: una vertebra cervicale attribuita a Tendaguria mostra alcune somiglianze con Camarasaurus, ma ugualmente questo strano dinosauro è stato posto in una famiglia a sé stante, quella dei tendaguriidi (Tendaguriidae). Una vertebra dorsale proveniente dal Cretacico inferiore della Croazia sembra essere molto simile alle vertebre di Tendaguria.